# James Grayman
James Grayman (født 11. oktober 1985) er en højdespringer fra Antigua og Barbuda. Han er født og opvokset i byen Parham på øen Antigua.
Hans personlige rekord 2,27 meter og rekorden blev sat den 7. juli 2007 i Pergine Valsugana. Det er også den nuværende højdespringerrekord i Antigua og Barbuda.

## Meritter
- Commonwealth Games i Australien: Niendeplads.
- Central American and Caribbean Games i Colombia: Fjerdeplads.
- De panamerikanske lege 2007 i Brasilien: Tredjeplads.